# Басутоленд
Басутоле́нд (Basutoland — країна басуто) — колишній протекторат Великої Британії в Південній Африці, з усіх боків оточений територією Південно-Африканського Союзу. 1966 року Басутоленд здобув незалежність і був перейменований у Лесото.
Площа 30,3 тис. км².
Населення станом на 1958 рік становило 658 тисяч і складалося з народів басуто та зулу. Європейців було близько 0,3 % загальної кількості населення.
Адміністративний центр — Масеру (бл. 3 тис. мешканців).
Вища влада була зосереджена в руках британського резидента. Дорадчий орган — Рада Басутоленду, яка складалася з резидента, верховного вождя і призначених резидентом членів з тубільців, була жалюгідною пародією на самоврядування.
Природа. Майже вся територія Басутоленду зайнята нагір'ям Басуто (до 3300 м), що на півдні та сході переходить у Драконові гори. Клімат субтропічний. Пересічні температури січня (літо) від +25 до +27°, липня від +13 до +15°, опадів 750—1000 мм. Найбільші річки — Оранжева та її права притока Каледон. Переважає суха степова рослинність, в горах — ксерофітні чагарники.

## Історія
У першій половині 19-го століття на території Басутоленду існувала негритянська держава, створена об'єднанням племен басуто під керівництвом вождя Мошеша. З кінця 1830-х років ця держава зазнавала нападів англійців та бурів. Скориставшись ослабленням Басутоленду в боротьбі з бурами, Англія 1868 року встановила протекторат над більшою частиною Басутоленду. Однак у 1871 р. без згоди місцевого населення британці скасували окремий статус території та включили її до складу Капської колонії. Повстання басуто проти колонізаторів 1878—81 років було жорстоко придушене. Але 1884 р. Англія відновила окремий статус протекторату Басутоленд.

## Господарство
У 1950-х Басутоленд був відсталою аграрною країною. Промисловість нерозвинута. Значна частина населення (бл. 80 % чоловіків) завербована підприємцями та фермерами Південно-Африканського Союзу для роботи на рудниках та плантаціях поза Басутолендом.
Головні галузі господарства — примітивне землеробство і тваринництво. Обробляється близько 12 % площі.
Вирощуються: пшениця (східні райони), кукурудза (західні райони), сорго, боби.
Поголів'я (в тисячах голів, 1957) овець — 1221, кіз — 535, великої рогатої худоби — 382. Єдина залізниця сполучає Масеру з золотопромисловим районом Південно-Африканського Союзу — Вітватерсрандом. З автошляхи сполучають країну з різними пунктами Південно-Африканського Союзу. Всередині країни міжрайонні зв'язки підтримуються в'ючним транспортом. Основні статті експорту: вовна та козячий пух; імпорту: тканини, найпростіший сільськогосподарський інвентар.